# 新宿テラスシティ

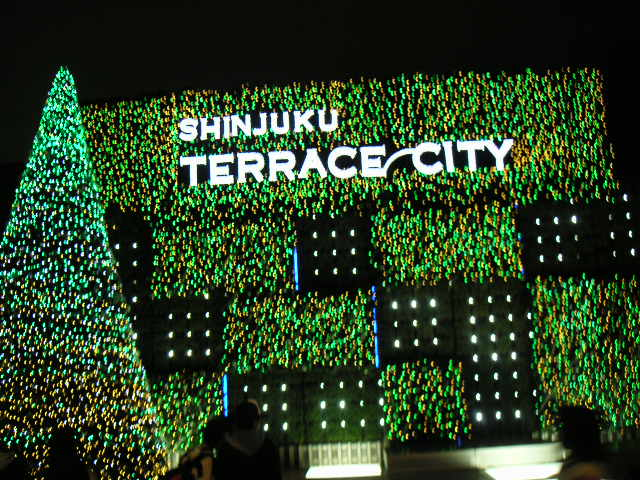
新宿テラスシティ

新宿テラスシティ（しんじゅくテラスシティ・Shinjuku Terrace City）は、東京都新宿区と渋谷区（新宿駅西口から南口）にまたがる、小田急グループが運営する商業施設地区の名称である。

## 概要
1967年に坂倉準三の門下であった阪田誠造が設計を担当した新宿西口小田急ビル（現：小田急新宿駅ビル）が竣工した。
この駅ビルはできたてのプラットホーム屋上を人工地盤に替え、甲州街道に車路を結んで完成させた。この人工地盤の構築が端緒となり、阪田らは小田急電鉄に「大通り構想」（1975年～76年ごろの小田急線新宿1号踏切までの計画提案）を提出した。
大通り構想とは新宿西口のハルクからカリヨン橋、小田急百貨店、モザイク坂から新宿ミロードに至る商業施設群を甲州街道を超えて軌道上空を利用し、代々木方面に延長するもので、新宿南口に関して、小田急電鉄は隣接地所有者であるJR東日本と共同開発を行うことで合意した。この計画に沿ってJR東日本は本社移転先を新宿と決定し、新社屋であるJR東日本本社ビルを建設した。また小田急電鉄は小田急サザンタワーを建設。併せて両ビルに沿って開放空間である新宿サザンテラスを整備した。
2006年11月22日に、ハルクから新宿サザンテラスの至る商業施設地区は「新宿テラスシティ」と命名された。

## エリア内の商業施設
- 小田急百貨店
- ハルク
- 小田急エース
- 新宿サザンテラスの店舗
- 小田急ホテルセンチュリーサザンタワー